# Husaby kyrka
Husaby kyrka är en kyrkobyggnad i Husaby i Skara stift. Den är församlingskyrka i Husaby församling. Den ligger väster om centralorten i Götene kommun.

## Historik
Kyrkan ligger sydost om Kinnekulle, ungefär mitt i inlandet i Götene kommun i en by och socken som heter Husaby. När kyrkan byggdes kring 1000-talet fanns i trakten en kungsgård, som kung Olof Skötkonung lär ha donerat till den engelske missionsbiskopen Sigfrid som biskopssäte. Det är om missionsfältet hade någon fastare organisation och om Husaby kyrka var vigd till domkyrka eller enbart var en kyrka där biskopen befann sig.
Det första biskopssätet inom Sveriges gränser torde Husaby dock kunna räknas som, eftersom biskopen befann sig där enligt bland annat Västgötalagen, som omtalar att biskopssätet senare flyttades. En biskopsstol finns också bevarad, men den behöver inte alltid ha varit placerad i en domkyrka. Ungefär samtidigt[när?] hade ärkestiftet Hamburg-Bremen skickat ut missionären Thurgot, som sedermera skapade den ännu bestående stiftsstaden Skara, som en del i Hamburg-Bremens försök att lägga under sig området och skapa en stiftsorganisation där.
Platsen för kyrkan är också känd som den där Olof Skötkonung lär ha döpts, i en helig källa strax öster om kyrkan. Dopet ska ha förrättats av Sigfrid – vilket i så fall gjorde Olof Skötkonung till Sveriges förste verkligt kristne kung.

## Kyrkan
Kyrkan utmärks av sitt torn eller så kallat västverk i romansk stil som är unikt i Sverige. Västverket med ett rektangulärt mittorn som flankeras av två smäckra rundtorn är inspirerat av karolingisk arkitektur. Tornet fungerade i likhet med de flesta tidiga medeltidsbyggnader av sten som försvarsverk. Jämför artikeln om Bjälbo kyrka.
Den första kyrkan var troligen en stavkyrka som restes efter Olof Skötkonungs dop på Kungsgårdens mark. Under tidigt 1100-tal uppfördes stentornet vid stavkyrkans västra gavel. Något senare under samma århundrade ersattes den ursprungliga kyrkan av det nuvarande långhuset i sten med kor och absid. Vid samma tid påbyggdes tornet.
De två gravar i form av två stora stenkistor, som än i dag återfinns framför kyrkans huvudport, sägs tillhöra Olof Skötkonung och biskop Unni, men huruvida det stämmer eller ej är omöjligt att fastslå (biskopens grav är dock fastslagen som biskopsgrav).
Kyrkans insida är stämningsfull, med takmålningar från kyrkans tidigaste dagar, och tämligen färggrann i gröna och röda färger trots att väldigt lite ljus slipper in. Väggarna är också mycket höga för en relativt liten kyrka, vilket understryker hur viktig Husaby kyrka var. 
Vid flera tillfällen har kyrkan härjats av bränder. År 1566 under Nordiska sjuårskriget drog bland annat danska trupper härjande fram och försökte bränna ned kyrkan.
En omfattande restaurering av kyrkan genomfördes i början av 1900-talet.

### Interiör
Interiören präglas av valven som slogs under 1400-talet. Kyrkorummet försågs med vackra, färgrika kalkmålningar vid samma tidsepok. Dessa kalkades över under mitten av 1700-talet. 
När kyrkan restaurerades omkring år 1900 och kalklagret knackades bort från valven och väggarna, försvann stora delar av den ursprungliga målningsskruden i långhuset. Undantag var koret där de ursprungliga målningarna blev bevarade. 
Dekoratören C W Pettersson som arbetat på Gotland tillsammans med arkitekt Axel Herman Hägg gjorde 1901 upp ett förslag till rekonstruktion av den ursprungliga dekoren, som godkändes av Riksantikvarieämbetet. Således tillkom de bibliska motiven i långhustakets valv så sent som vid 1900-talets början, medan korets ursprungliga målningar från 1400-talets senare decennier endast förbättrades.
Det mest iögonfallande i kyrkorummet är korskranket som skiljer koret från långhuset. Det tillverkades 1670 och ersatte ett medeltida skrank. 
I triumfbågen hänger ett unggotiskt triumfkrucifix från 1200-talet. I koret finns en biskopsstol och en munkbänk daterade till 1200-talet. 
Den stora altaruppsatsen är utförd av den flamländske skulptören Georg Baselaque och skänkt till kyrkan 1679 av Magnus Gabriel De la Gardie. Denna altaruppsats ersatte en Madonnabild från 1300-talet som numera ingår i en altargrupp med skulpturer från 1400-talet. Utöver Baselaques altaruppsats finns två altarskåp från 1400-talet i kyrkans kor. Det ena skåpet har som mittgestalt Gud Fader omgiven av Sankta Katarina av Alexandria och Sankta Dorotea. Det andra pryds av Maria Magdalena flankerad av Sankt Lars och Sankt Sigfrid.
Den ståtliga predikstolen från 1671 i barock är prydd med bilder av Kristus och evangelisterna.
Ett av de äldsta föremålen i kyrkan är dopfunten i sandsten från tidigt 1200-tal. Cuppan är dekorerad med en liljeranka och en latinsk inskrift. FONS EGO VITE SUM QUOD POMI CEPIT OB ESUM DILUO PECCATUM POTES HOC TE SCIRE RENATUM (svenska: Jag är livets källa. Jag avtvår synden, som börjar med ätandet av frukten. Du skall veta, att Du härigenom blivit född på nytt.) Även foten har en text på latin. SUM REV(ER)ENDA BASIS FOECUNDI GLORIA VASIS (Jag är den vördnadsvärda foten, en prydnad för det rikligt givande kärlet.)

## Galleri

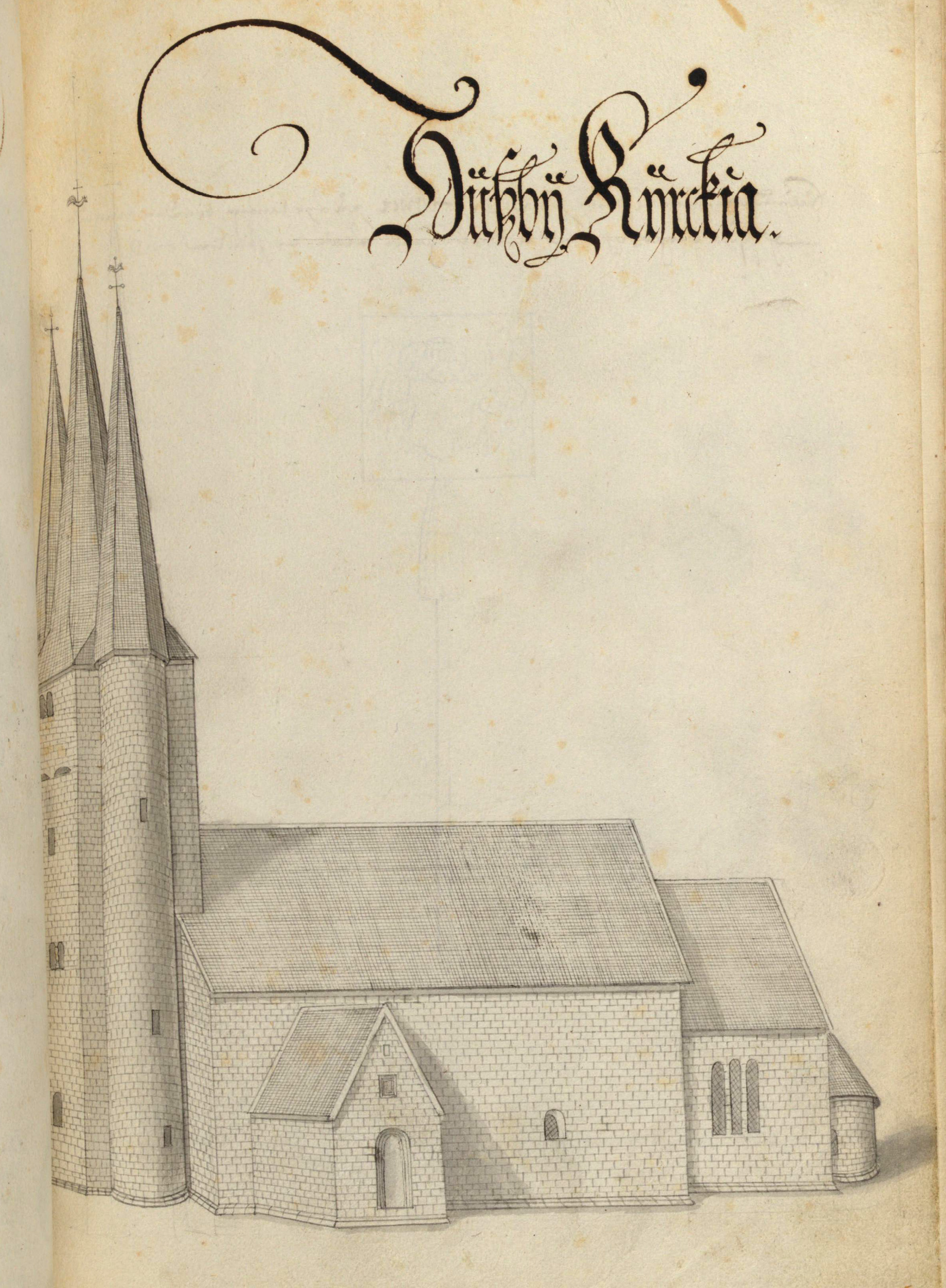
Kyrkan på teckning omkring 1670.
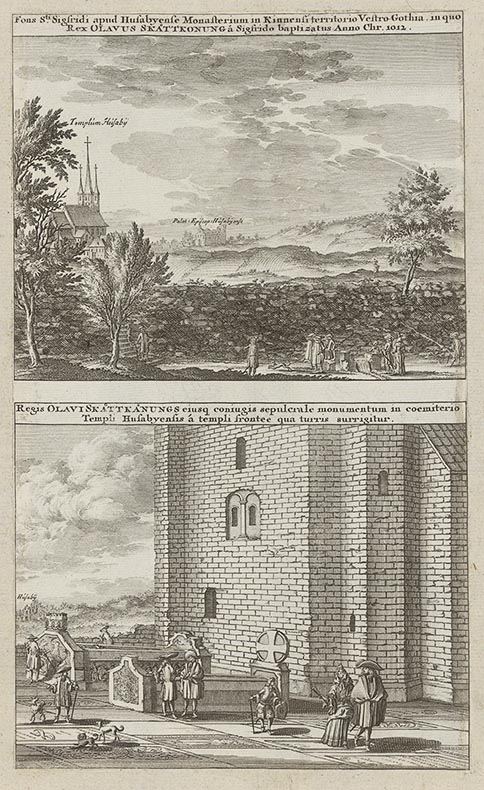
Sankt Sigfrids källa och Olof Skötkonungs grav vid Husaby kyrka, enligt Sueciaverket 1694.
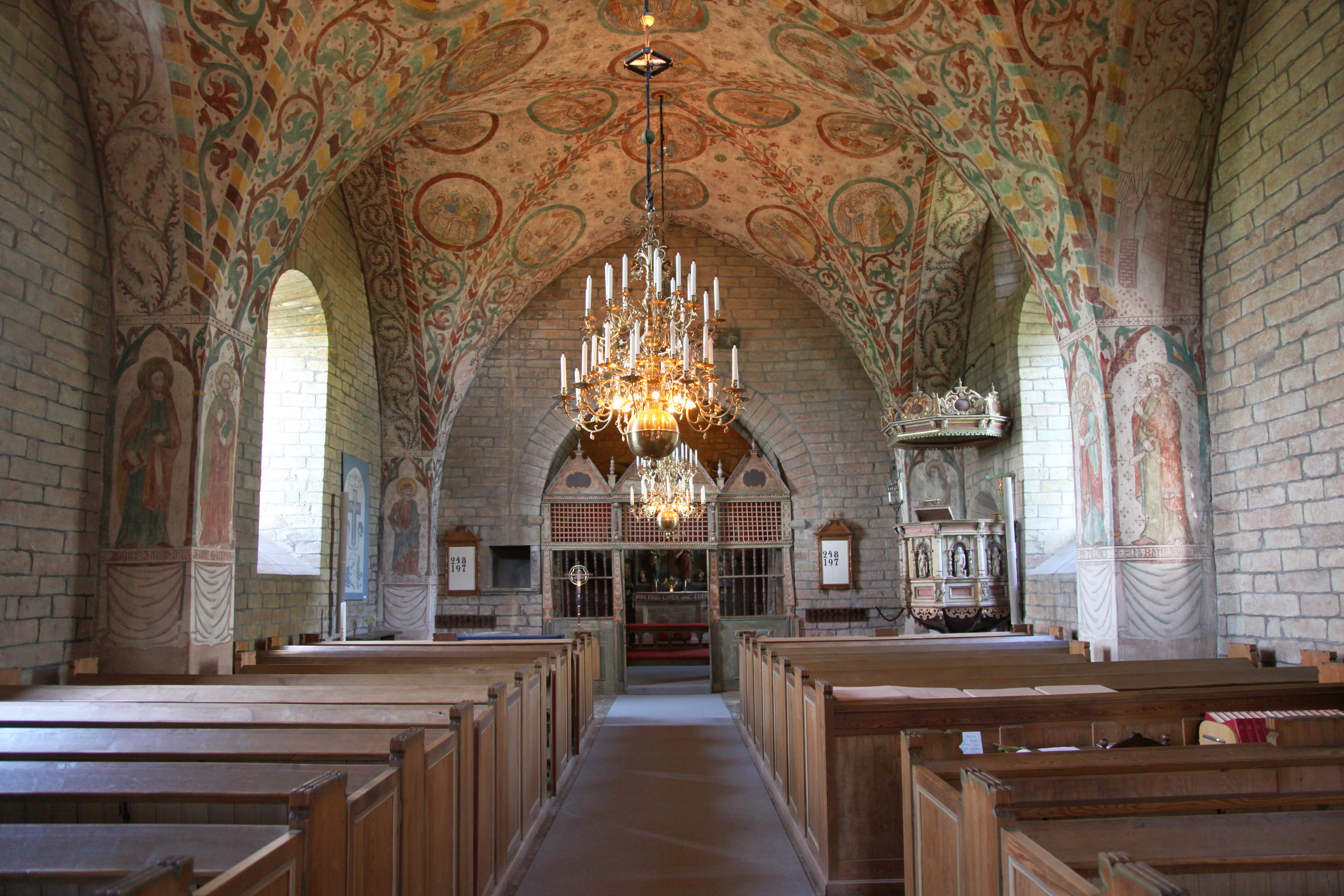
Interiör.
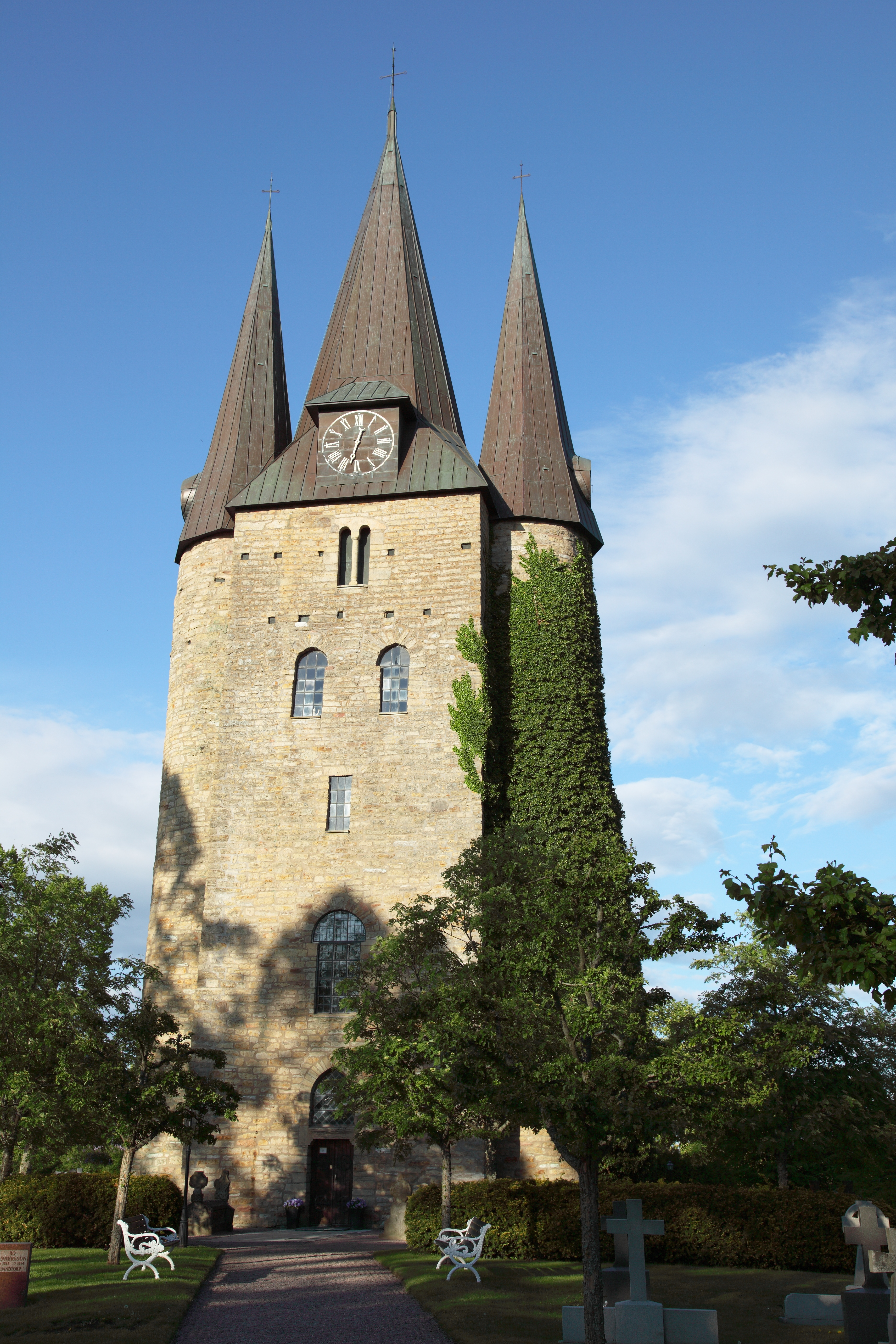
Tornbyggnaden.
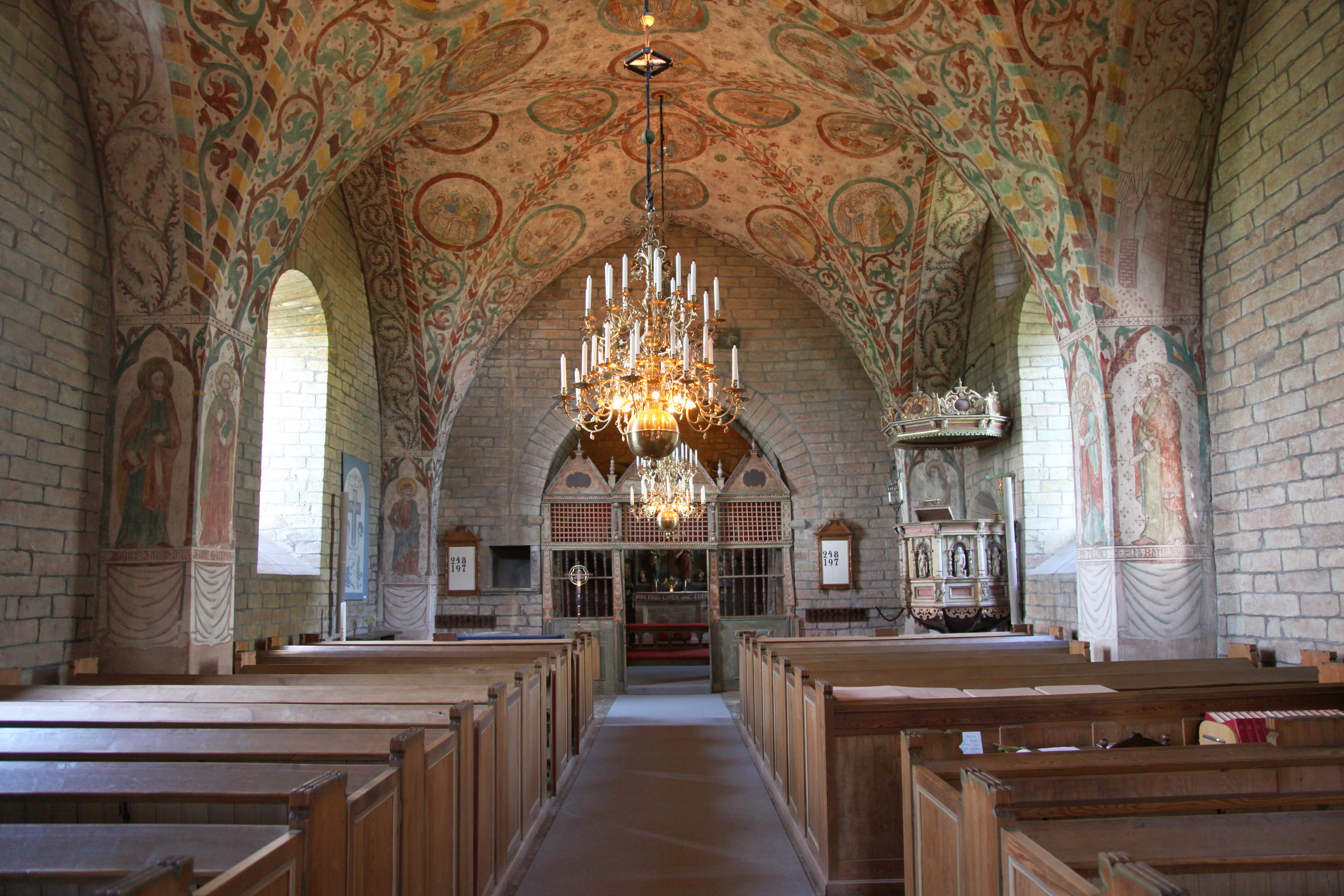
Det rikt dekorerade kyrkorummet mot öster.
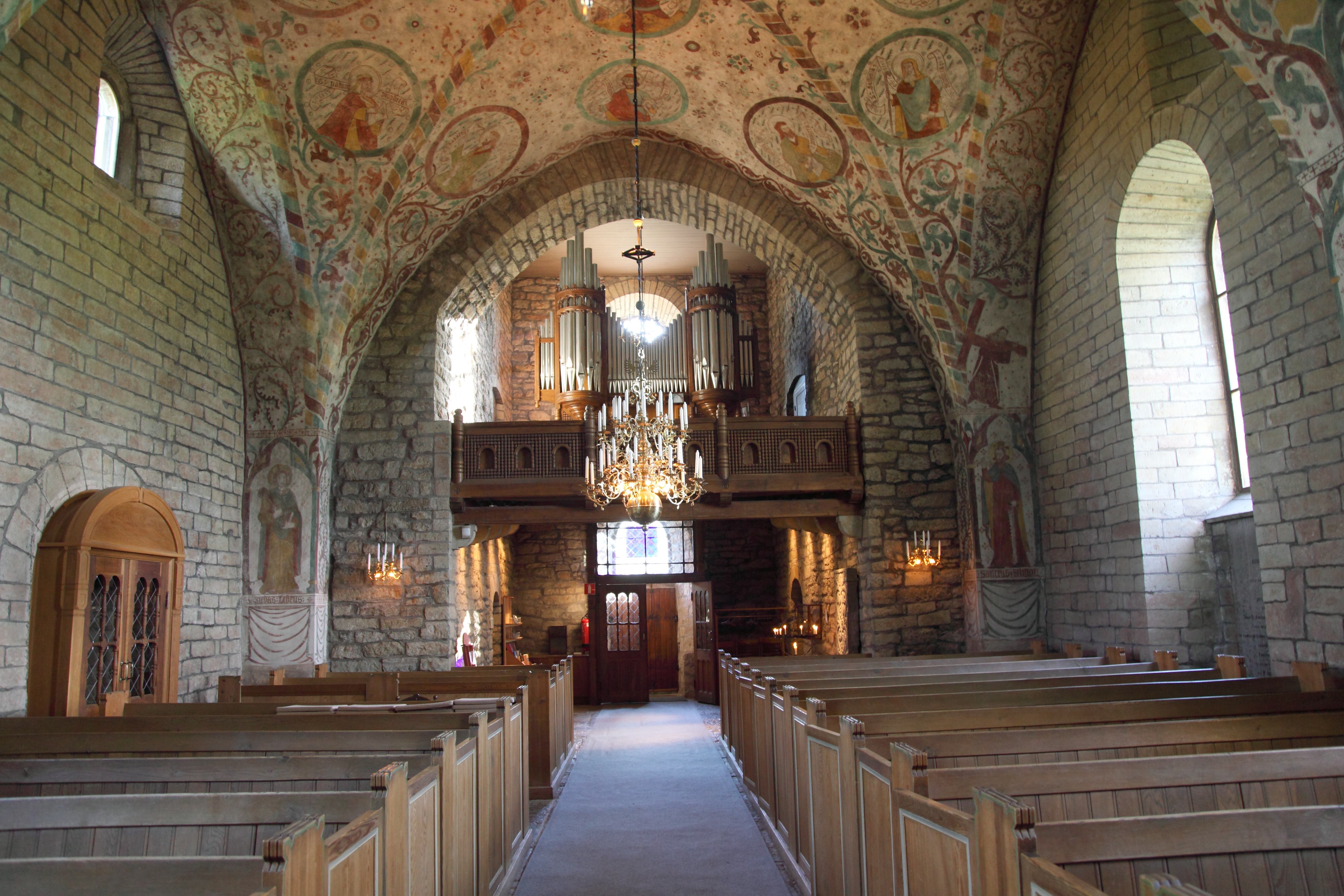
Kyrkorummet mot väster.
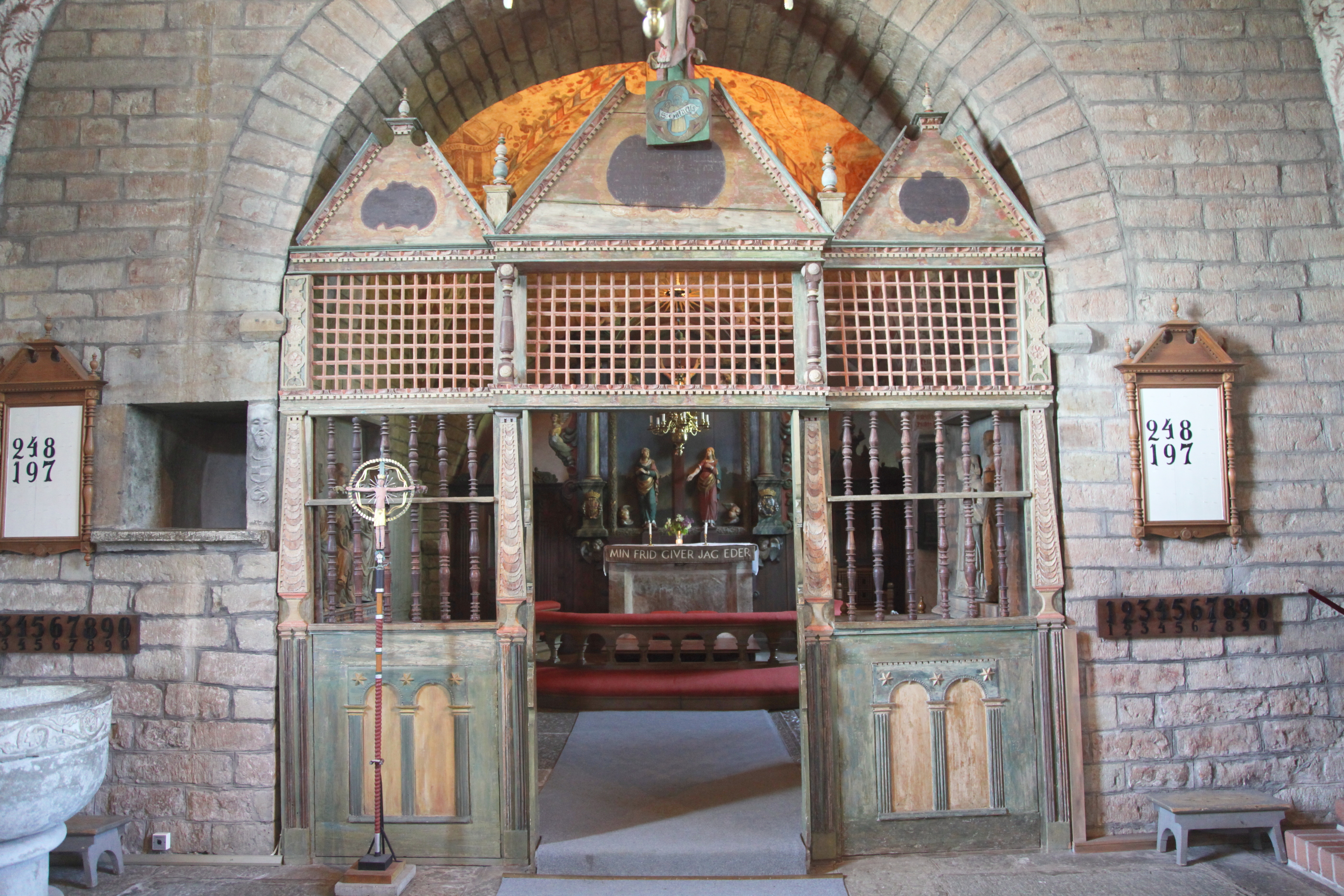
Korskranket.
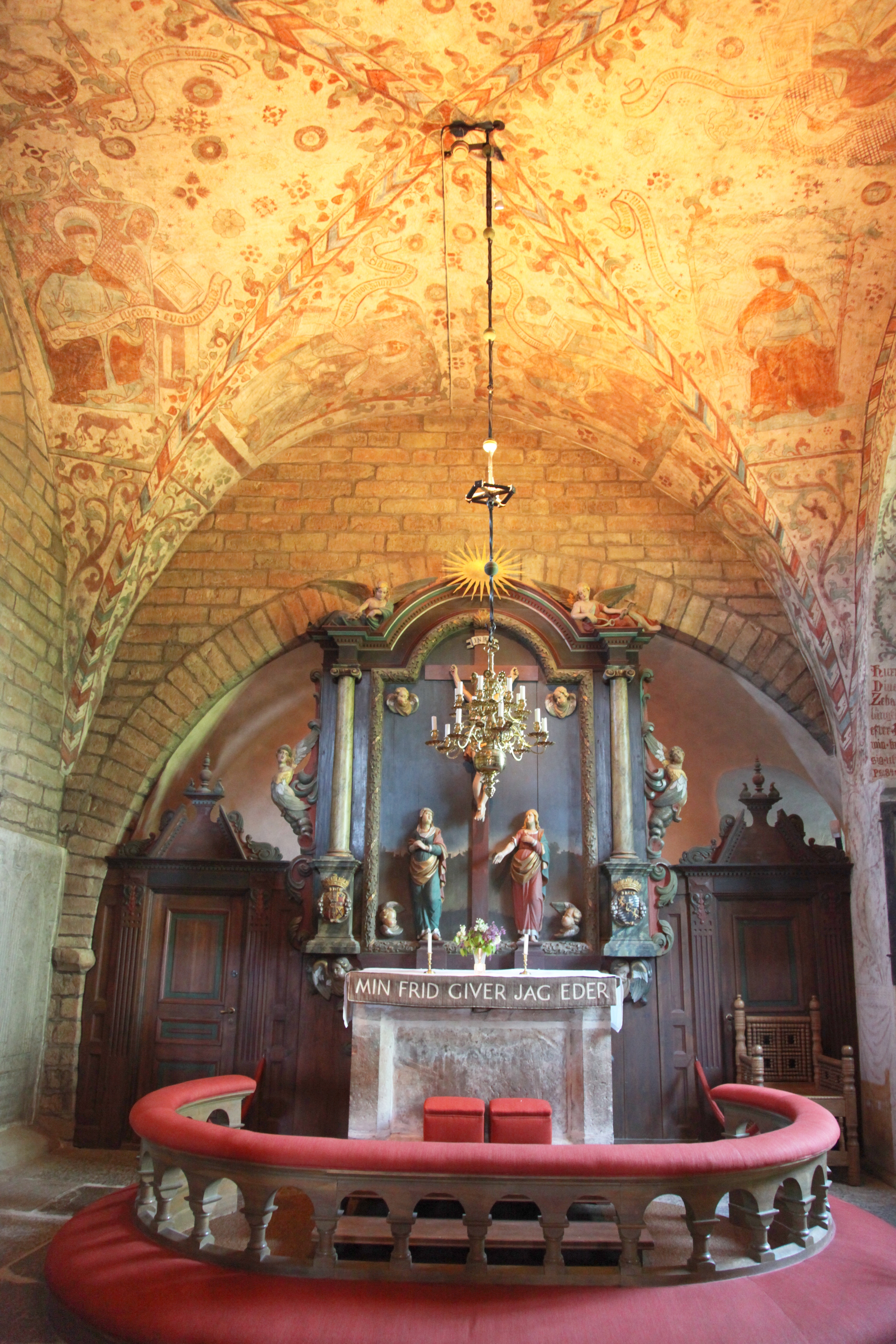
Koret med altaruppsatsen från 1679.
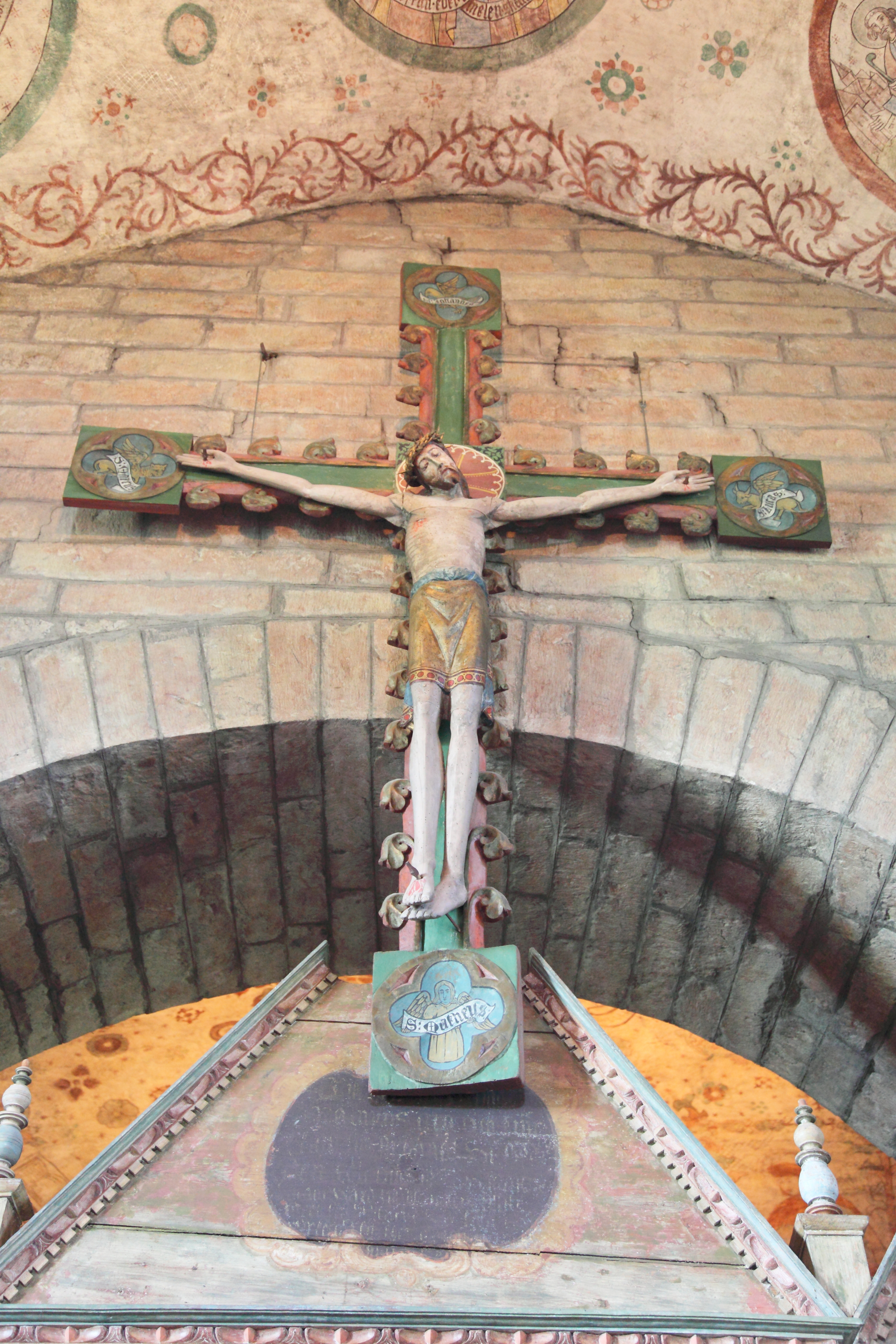
Triumfkrucifixet, 1200-talet.
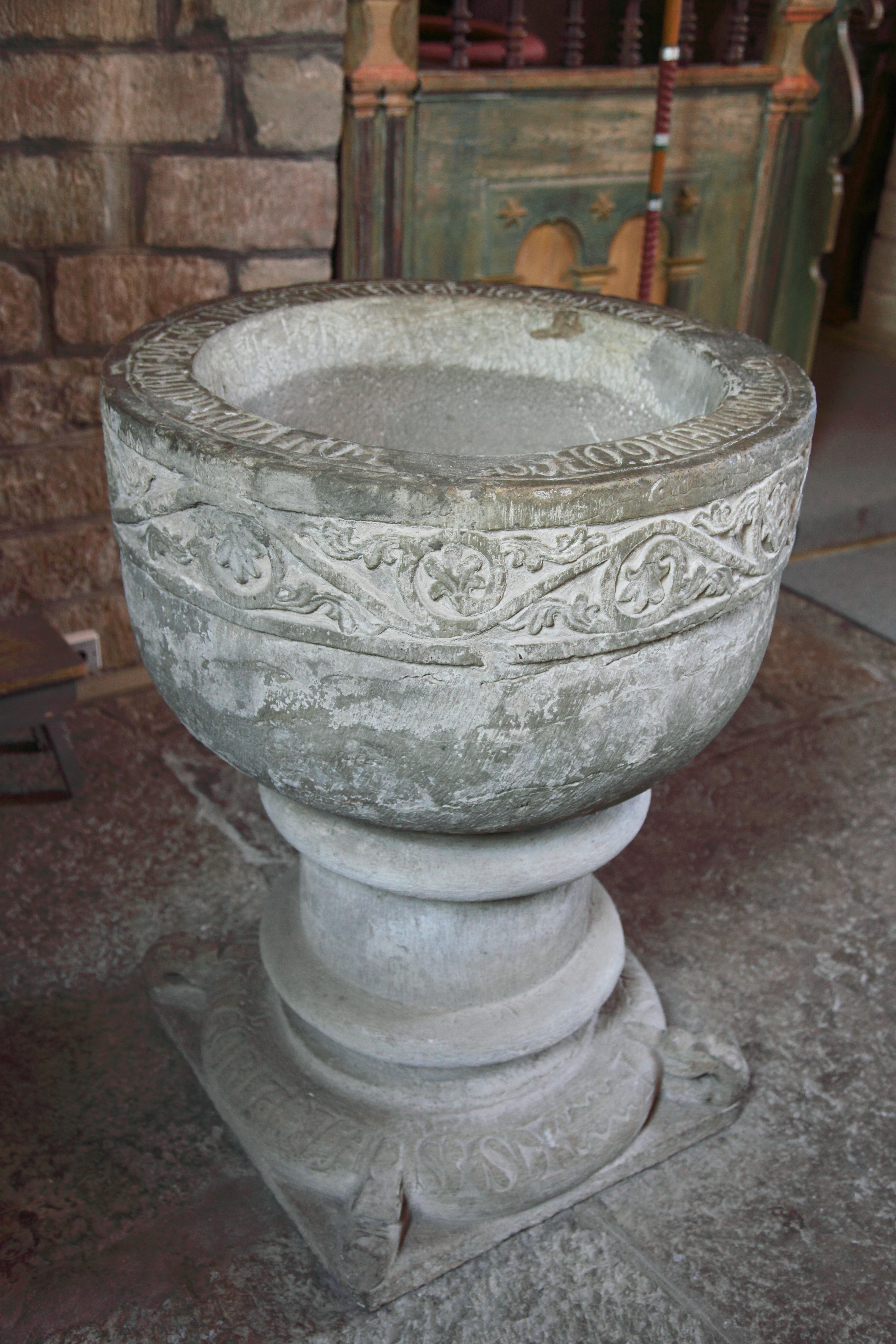
Dopfunt från 1200-talet.
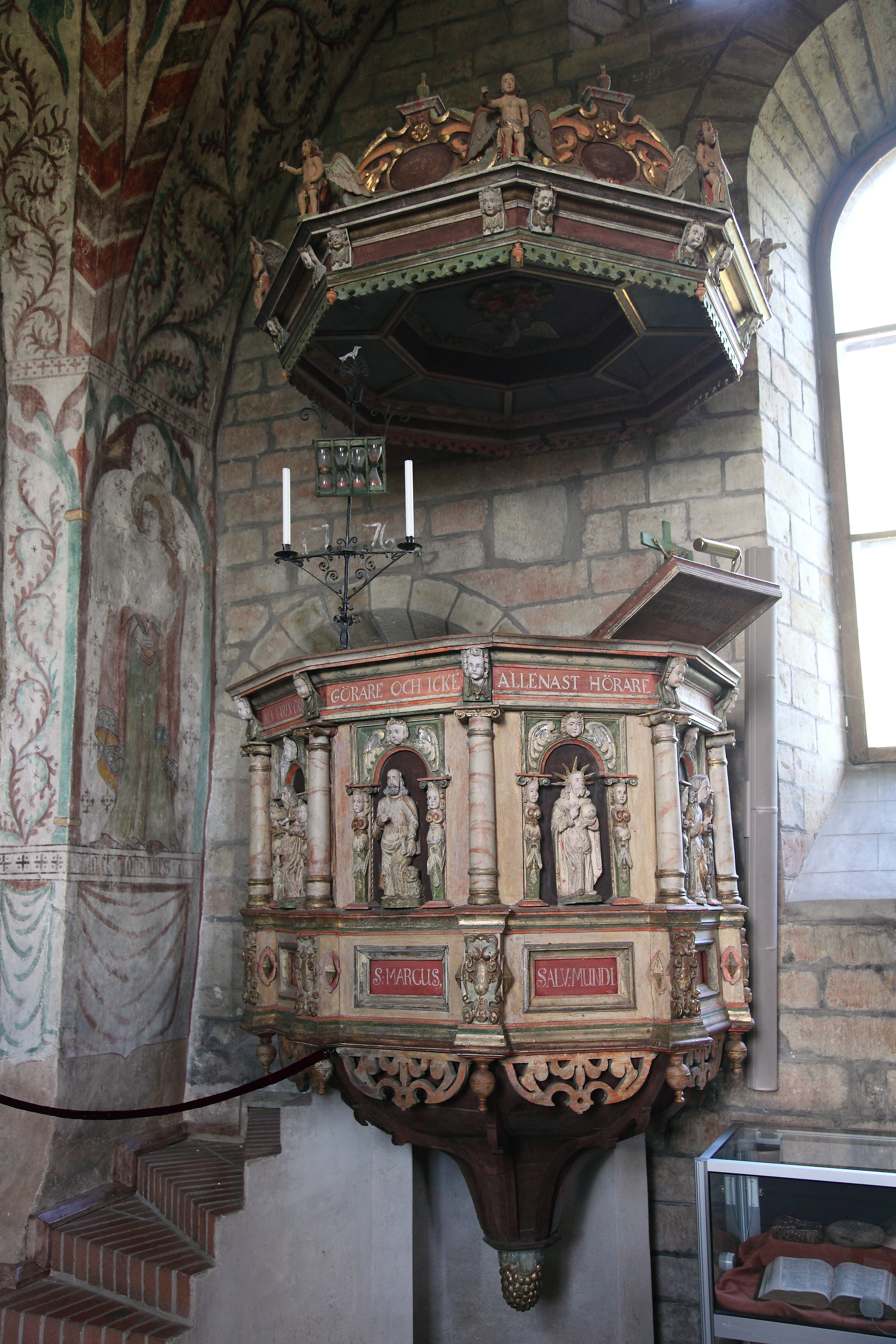
Predikstol utförd 1671.
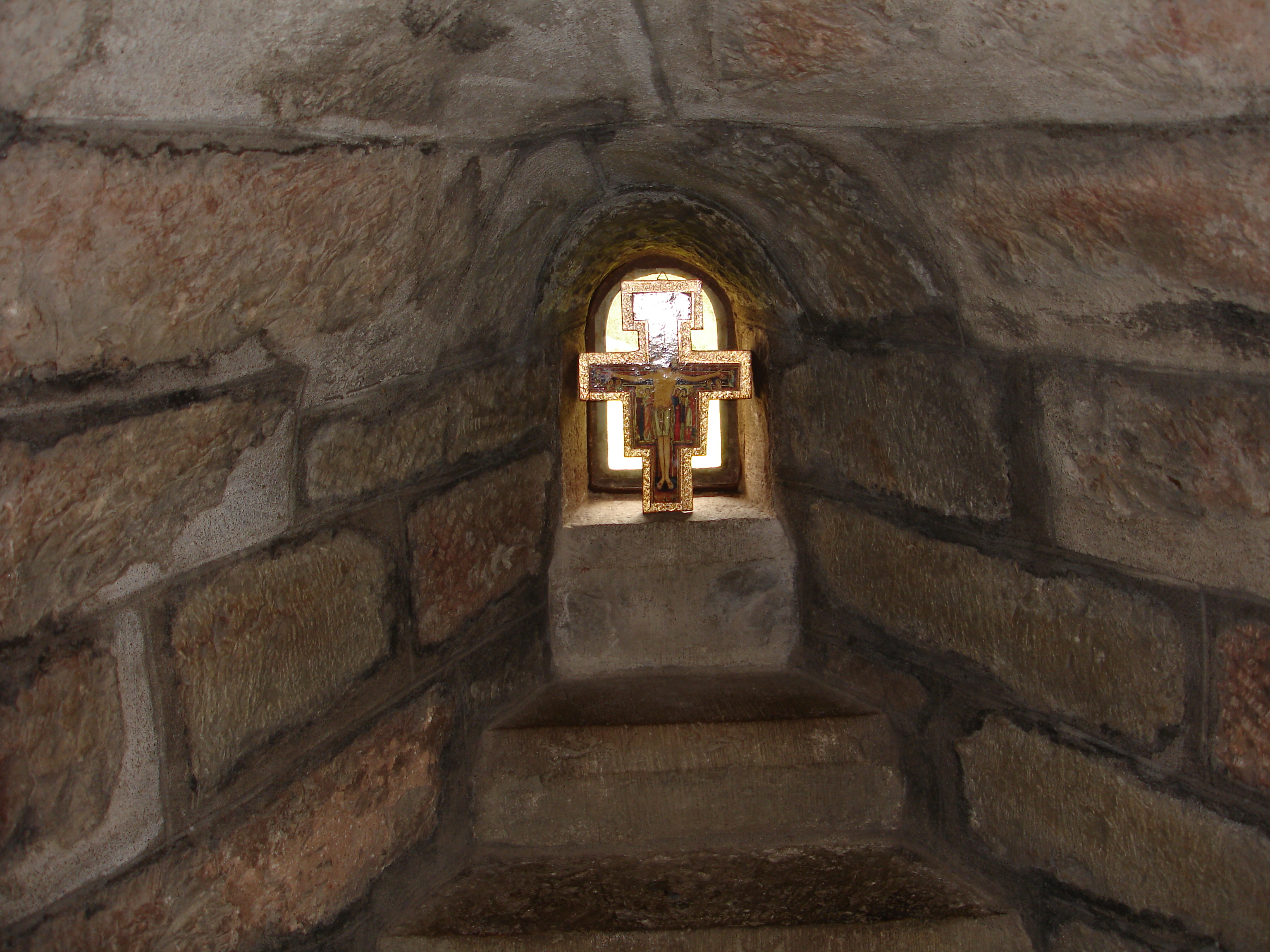
Kommunionsfönster med ett San Damianokors
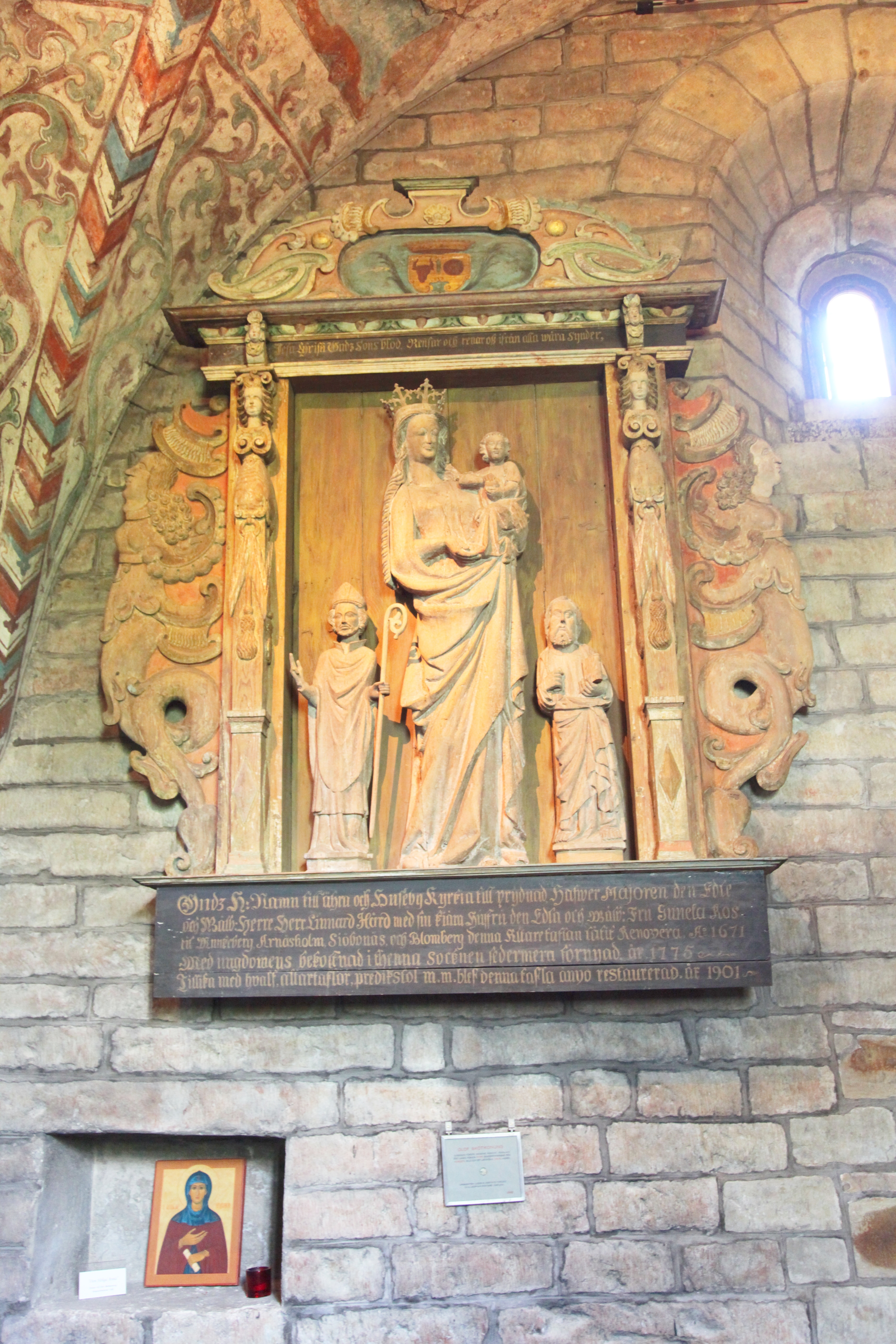
Madonna från 1300-talet.(Tidigare altarprydnad)
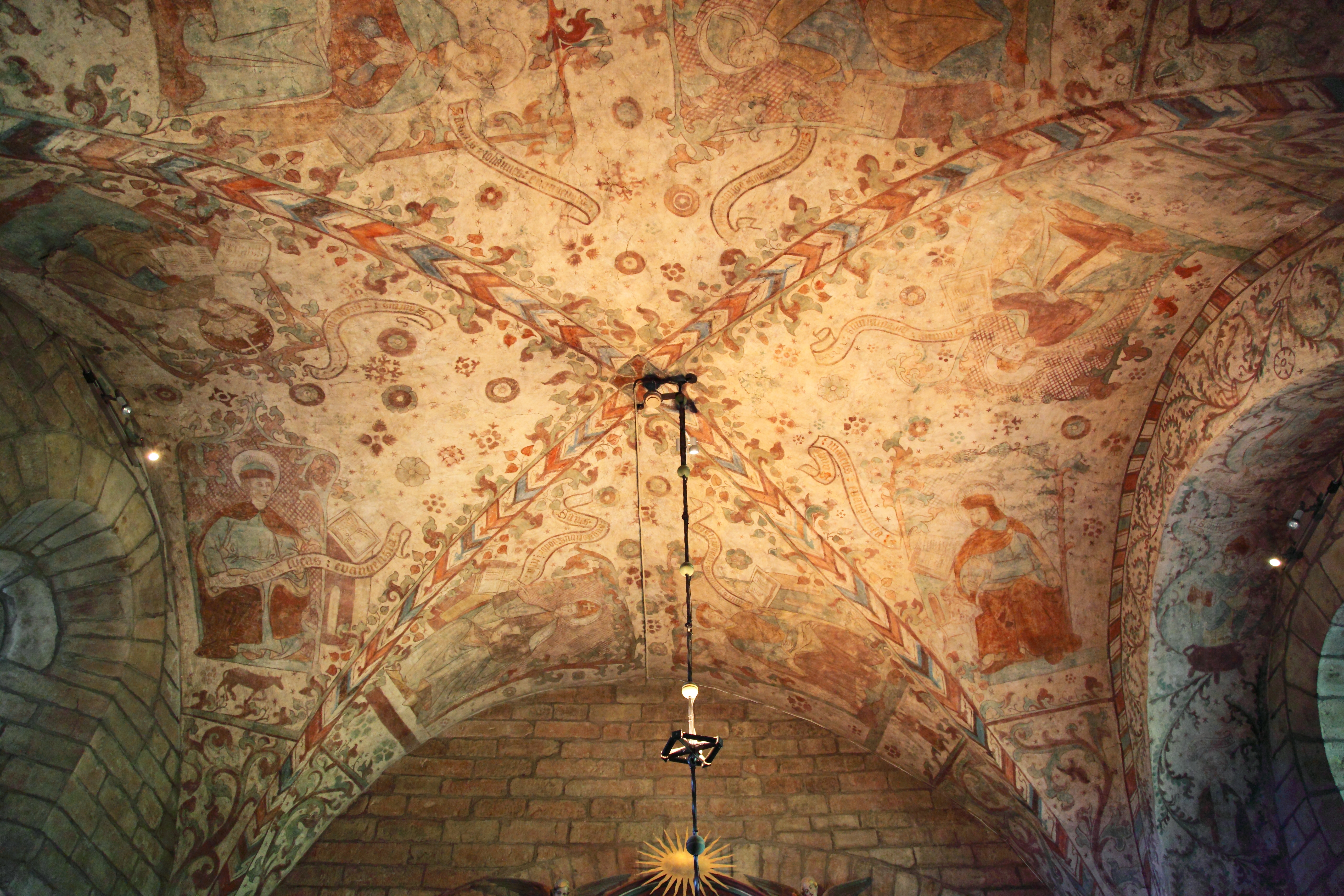
Den välbevarade 1400-talsdekoren i koret.
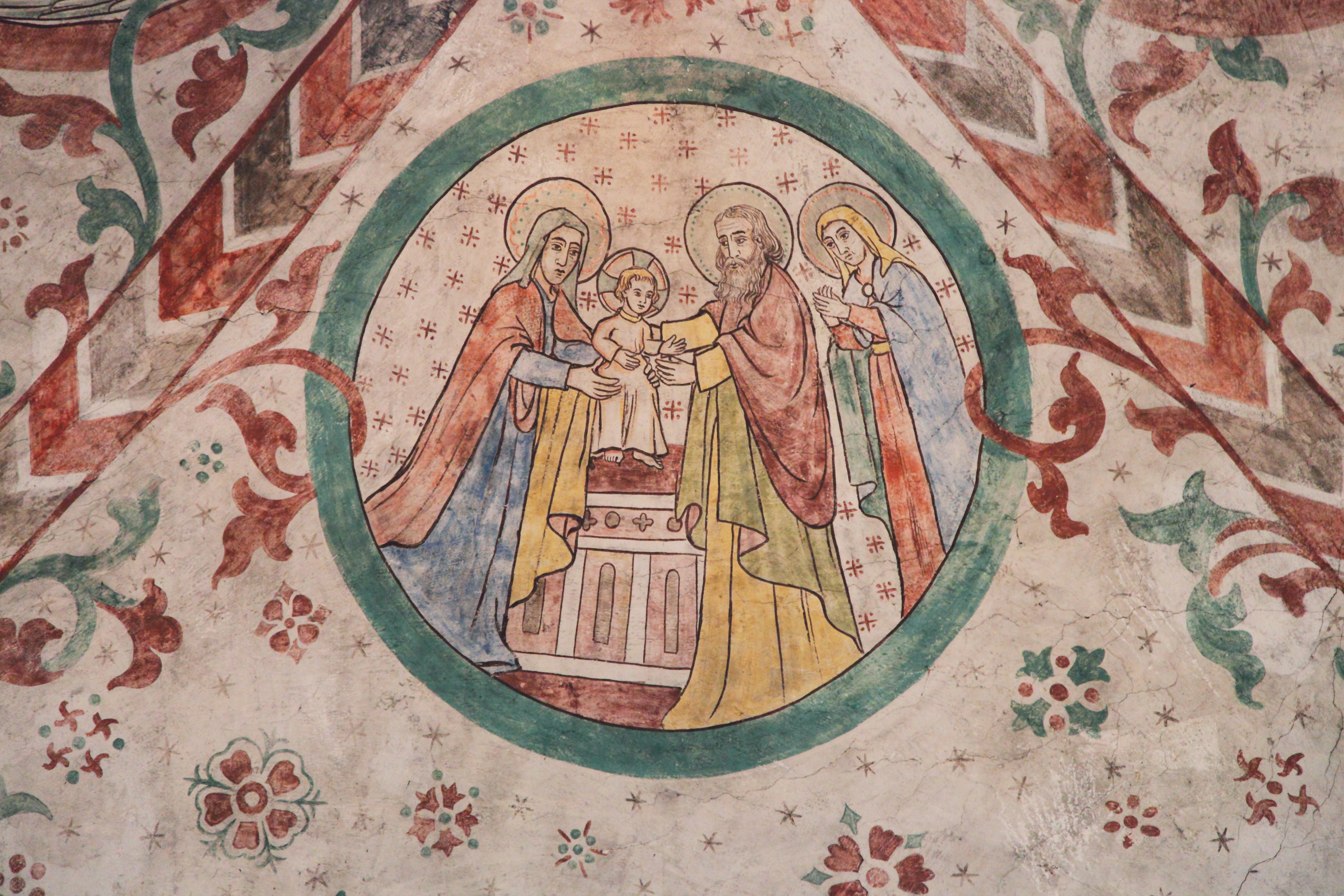
Jesus frambärs i templet. En av målningarna i långhusvalvets rundlar tillkommen under 1900-talets början.
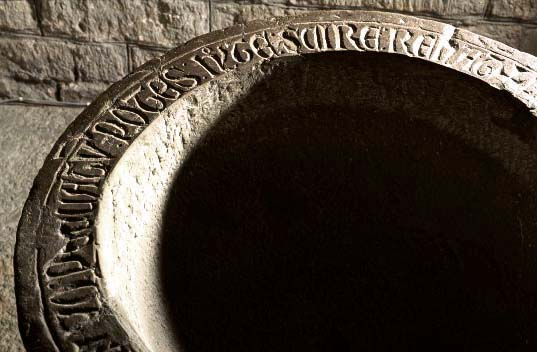
Inskriften på dopfuntscuppan.
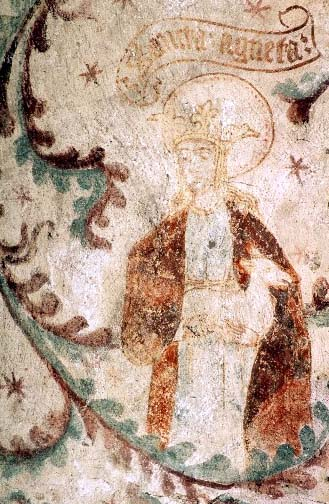
Sankta Agnes av Alexanderia. De medeltida målningarna från slutet av 1400-talet restaurerades extremt hårt av C W Pettersson alldeles i början av 1900-talet. Språkbandens texter rekonstruerades och Agnes råkade då bli Agneta.]]